# Mylabris zoltankaszabi
Mylabris zoltankaszabi là một loài bọ cánh cứng trong họ Meloidae. Loài này được Ruiz & García-París miêu tả khoa học năm 2007.